# Championnat d'Islande de football 1994
Navigation
Saison précédente Saison suivante
La saison 1994 du Championnat d'Islande de football était la 83e édition de la première division islandaise. Les 10 clubs jouent les uns contre les autres lors de rencontres disputées en matchs aller et retour.
L'ÍA Akranes, double tenant du titre, a tenté de le conserver face aux 9 meilleurs clubs du pays.
C'est de nouveau l'ÍA Akranes qui termine en tête du championnat et remporte le 15e titre de champion d'Islande de son histoire. C'est la première fois depuis le KR Reykjavik entre 1948 et 1950 qu'un club gagne le championnat 3 saisons d'affilée.
Le podium reste le même que la saison dernière avec le FH Hafnarfjörður qui se classe 2e à seulement 3 points de l'ÍA et l'ÍBK Keflavík qui confirme ses bons résultats en terminant à nouveau 3e du classement.
En bas de classement, le Stjarnan Gardabaer, l'un des 2 promus redescend dès la fin de la saison en 2. Deild, tout comme le þor Akureyri. Akureryi perd son dernier club de l'élite, une situation inédite depuis 1980.

## Les 10 clubs participants
| \| Reykjavik : · Valur - KR - Fram þor Akureyri ÍBK Keflavík ÍA Akranes FH - Stjarnan - Breiðablik ÍBV Vestmannaeyjar \| Clubs participants |
| Reykjavik : · Valur - KR - Fram þor Akureyri ÍBK Keflavík ÍA Akranes FH - Stjarnan - Breiðablik ÍBV Vestmannaeyjar                          |

| Club                 | Classement 1993 | Stade            | Ville          |
| -------------------- | --------------- | ---------------- | -------------- |
| Breiðablik Kopavogur | 2. Deild        | Kópavogsvöllur   | Kopavogur      |
| ÍBK Keflavík         | 3               | Keflavíkurvöllur | Keflavík       |
| Fram Reykjavik       | 4               | Laugardalsvöllur | Reykjavik      |
| FH Hafnarfjörður     | 2               | Kaplakrikavöllur | Hafnarfjörður  |
| ÍA Akranes           | 1               | Akranesvöllur    | Akranes        |
| ÍBV Vestmannaeyjar   | 8               | Hásteinsvöllur   | Vestmannaeyjar |
| KR Reykjavik         | 5               | KR-völlur        | Reykjavik      |
| Stjarnan Gardabaer   | 2. Deild        | Stjörnuvöllur    | Garðabær       |
| þor Akureyri         | 7               | Akureyrarvöllur  | Akureyri       |
| Valur Reykjavik      | 6               | Hlíðarendi       | Reykjavik      |

## Compétition

### Classement
Le barème de points servant à établir le classement se décompose ainsi :
- Victoire : 3 points
- Match nul : 1 point
- Défaite : 0 point

| Rang | Équipe                 | Pts | J  | G  | N | P  | Bp | Bc | Diff |
| ---- | ---------------------- | --- | -- | -- | - | -- | -- | -- | ---- |
| 1    | ÍA Akranes T           | 39  | 18 | 12 | 3 | 3  | 35 | 11 | +24  |
| 2    | FH Hafnarfjörður       | 36  | 18 | 11 | 3 | 4  | 26 | 16 | +10  |
| 3    | ÍBK Keflavík           | 31  | 18 | 8  | 7 | 3  | 36 | 24 | +12  |
| 4    | Valur Reykjavik        | 28  | 18 | 8  | 4 | 6  | 25 | 25 | 0    |
| 5    | KR Reykjavik C         | 27  | 18 | 7  | 6 | 5  | 28 | 20 | +8   |
| 6    | Fram Reykjavik         | 20  | 18 | 4  | 8 | 6  | 27 | 30 | -3   |
| 7    | Breiðablik Kopavogur P | 20  | 18 | 6  | 2 | 10 | 23 | 35 | -12  |
| 8    | ÍBV Vestmannaeyjar     | 19  | 18 | 4  | 7 | 7  | 22 | 29 | -7   |
| 9    | Þor Akureyri           | 14  | 18 | 3  | 5 | 10 | 27 | 38 | -11  |
| 10   | Stjarnan Gardabaer P   | 11  | 18 | 2  | 5 | 11 | 18 | 39 | -21  |

|  | Qualifié pour la Ligue des champions 1995-1996 |
|  | Qualifié pour la Coupe des Coupes 1995-1996    |
|  | Qualifié pour la Coupe UEFA 1995-1996          |
|  | Qualifié pour la Coupe Intertoto 1995          |
|  | Relégation en 2. Deild                         |

### Matchs
| Résultats (▼dom., ►ext.)                                   | Brei | Val | KR  | ÍA  | ÍBV | Fram | þor | Kefl | FH  | Stj |
| Breiðablik Kopavogur                                       |      | 2-0 | 0-5 | 0-1 | 2-0 | 2-2  | 1-1 | 1-3  | 3-4 | 1-2 |
| Valur Reykjavik                                            | 1-3  |     | 2-0 | 0-1 | 5-1 | 1-0  | 1-0 | 1-1  | 1-0 | 3-2 |
| KR Reykjavik                                               | 0-1  | 0-0 |     | 0-0 | 1-1 | 3-3  | 3-2 | 1-1  | 0-1 | 2-0 |
| ÍA Akranes                                                 | 6-0  | 2-1 | 1-2 |     | 5-1 | 2-0  | 2-1 | 0-2  | 0-0 | 3-0 |
| ÍBV Vestmannaeyjar                                         | 1-0  | 1-1 | 1-0 | 0-2 |     | 2-2  | 6-1 | 2-1  | 0-1 | 1-2 |
| Fram Reykjavik                                             | 2-1  | 3-0 | 0-3 | 1-2 | 2-2 |      | 1-1 | 1-2  | 1-2 | 0-0 |
| Þor Akureyri                                               | 1-3  | 5-1 | 4-2 | 0-3 | 0-0 | 3-3  |     | 3-4  | 1-3 | 0-0 |
| ÍBK Keflavík                                               | 4-0  | 3-3 | 2-2 | 2-1 | 0-0 | 2-2  | 2-1 |      | 1-2 | 4-1 |
| FH Hafnarfjörður                                           | 1-0  | 0-1 | 1-2 | 0-0 | 2-1 | 1-2  | 1-0 | 2-1  |     | 4-1 |
| Stjarnan Gardabaer                                         | 1-3  | 1-3 | 0-2 | 1-4 | 2-2 | 1-2  | 2-3 | 1-1  | 1-1 |     |
| - Victoire à domicile - Match nul - Victoire à l'extérieur |      |     |     |     |     |      |     |      |     |     |

## Bilan de la saison
| Tableau d'Honneur                 |              |
| Compétition                       | Vainqueur    |
| Championnat d'Islande de football | ÍA Akranes   |
| Coupe d'Islande de football       | KR Reykjavik |
| Supercoupe d'Islande de football  | ÍA Akranes   |

| Qualifications européennes    |                  |
| Ligue des champions 1995-1996 | Qualifié         |
| 1er tour                      | ÍA Akranes       |
| Coupe des Coupes 1995-1996    | Qualifié         |
| 1er tour                      | KR Reykjavik     |
| Coupe UEFA 1995-1996          | Qualifié         |
| 1er tour                      | FH Hafnarfjörður |
| Coupe Intertoto 1995          | Qualifié         |
| 1er tour                      | ÍBK Keflavík     |

| Promotion et relégation |                                    |
| Relégués en 2. Deild    | þor Akureyri Stjarnan Gardabaer    |
| Promus en 1. Deild      | UMF Grindavík Leiftur Ólafsfjörður |

## Meilleurs buteurs
Grande première au niveau des buteurs puisque pour la première fois dans l'histoire du championnat, un joueur étranger (en l'occurrence yougoslave) termine en tête du classement. Il s'agit du joueur de l'ÍA Akranes, Mihajlo Bibercic.
| # | Buteurs               | Clubs            | Nb de Buts |
| - | --------------------- | ---------------- | ---------- |
| 1 | Mihajlo Bibercic      | ÍA Akranes       | 14         |
| 2 | Oli þor Magnusson     | ÍBK Keflavík     | 11         |
| 2 | Bjarni Sveinbjörnsson | þor Akureyri     | 11         |
| 3 | Horður Magnusson      | FH Hafnarfjörður | 10         |
| 3 | Ragnar Margeirsson    | ÍBK Keflavík     | 10         |